# 昆布駅
昆布駅（こんぶえき）は、北海道磯谷郡蘭越町昆布町にある北海道旅客鉄道（JR北海道）函館本線の駅である。駅番号はS26。電報略号はコフ。事務管理コードは▲130104。

## 歴史

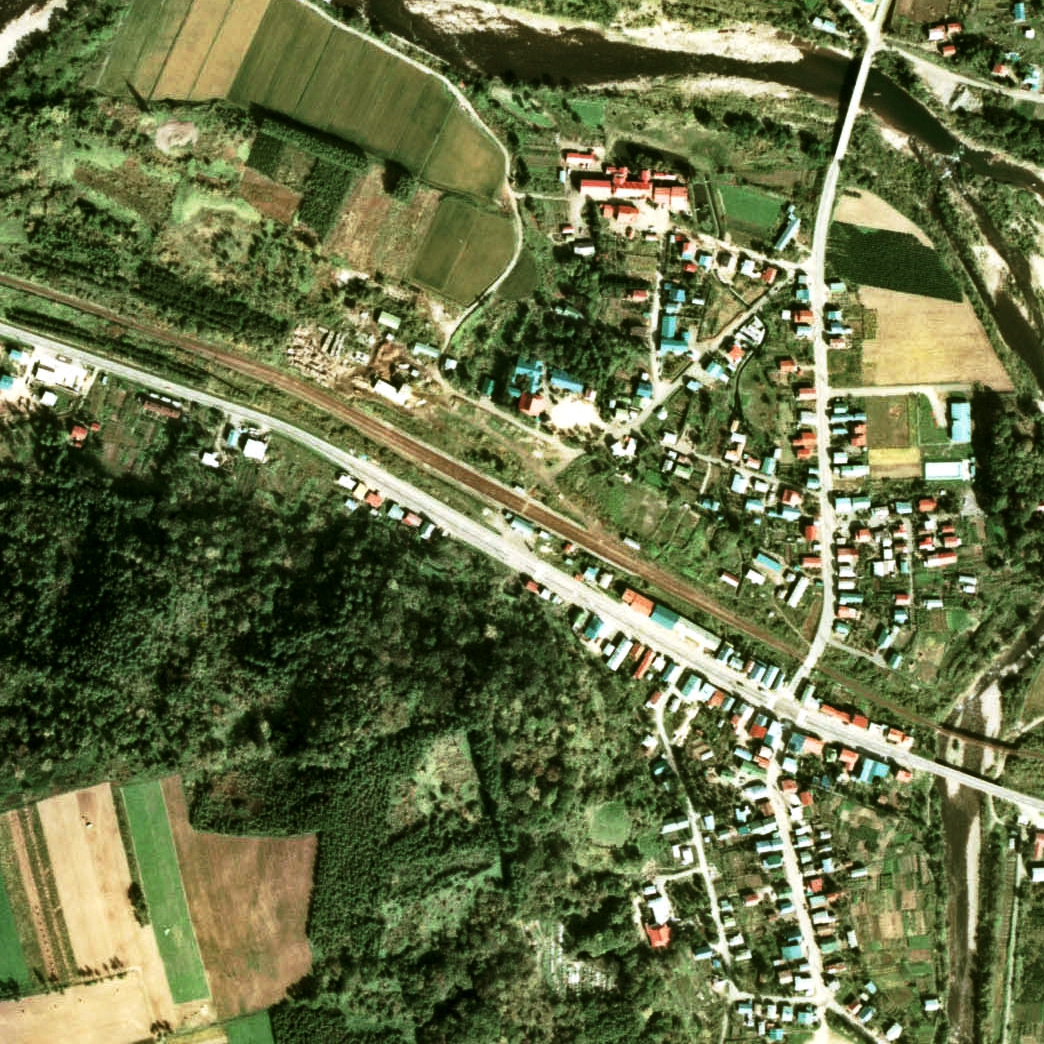
1976年の昆布駅と周囲約750m範囲。左が長万部方面。比羅夫駅とほぼ同形の、少しずれた形の相対式ホームと待避用中線を有する2面3線で、駅舎横の長万部側に既に貨物取扱いが廃止になっていて放置され、上屋もなく草生して見分けのつかなくなった貨物ホームへの引込み線が残されているが、こちらも1983年までには撤去された。駅裏の長万部側にある木工所に向かって倶知安側から側線が大きく脹らんで引きこまれている。

- 1904年（明治37年）10月15日：北海道鉄道 歌棄駅（現在の熱郛駅） - 小沢駅間の延伸開業に伴い、同線の駅として開業。一般駅。[2]
- 1907年（明治40年）7月1日：北海道鉄道の国有化に伴い、国有鉄道に移管[2]。
- 1909年（明治42年）10月12日：国有鉄道線路名称制定に伴い、函館本線の駅となる。
- 1949年（昭和24年）6月1日：日本国有鉄道法施行に伴い、日本国有鉄道（国鉄）に継承。
- 1974年（昭和49年）9月5日：貨物取扱い廃止[2]。
- 1982年（昭和57年）3月1日：荷物取扱い廃止[6]。同時に旅客関係の駅員を配置しない無人駅扱い[7][8]の簡易委託駅となる。
- 1986年（昭和61年）11月1日：交換設備撤去。運転要員引き上げ。
- 1987年（昭和62年）4月1日：国鉄分割民営化に伴い、北海道旅客鉄道（JR北海道）の駅となる[2]。
- 1992年（平成4年）4月1日：簡易委託廃止、完全無人化。
- 2007年（平成19年）10月1日：駅ナンバリングを実施[9]。

### 駅名の由来
所在地名より。アイヌ語に由来するとされるが正確な由来は不明である。
一説には「トコンポヌプリ」（小さなコブ山）から、とされるほか、太古津波があった時、山上に昆布が沢山あったという伝承から「コンポヌプリ」（昆布の？・山）と呼ばれたとする説もある。

## 駅構造
単式1面1線ホームを持つ地上駅。倶知安駅管理の無人駅。

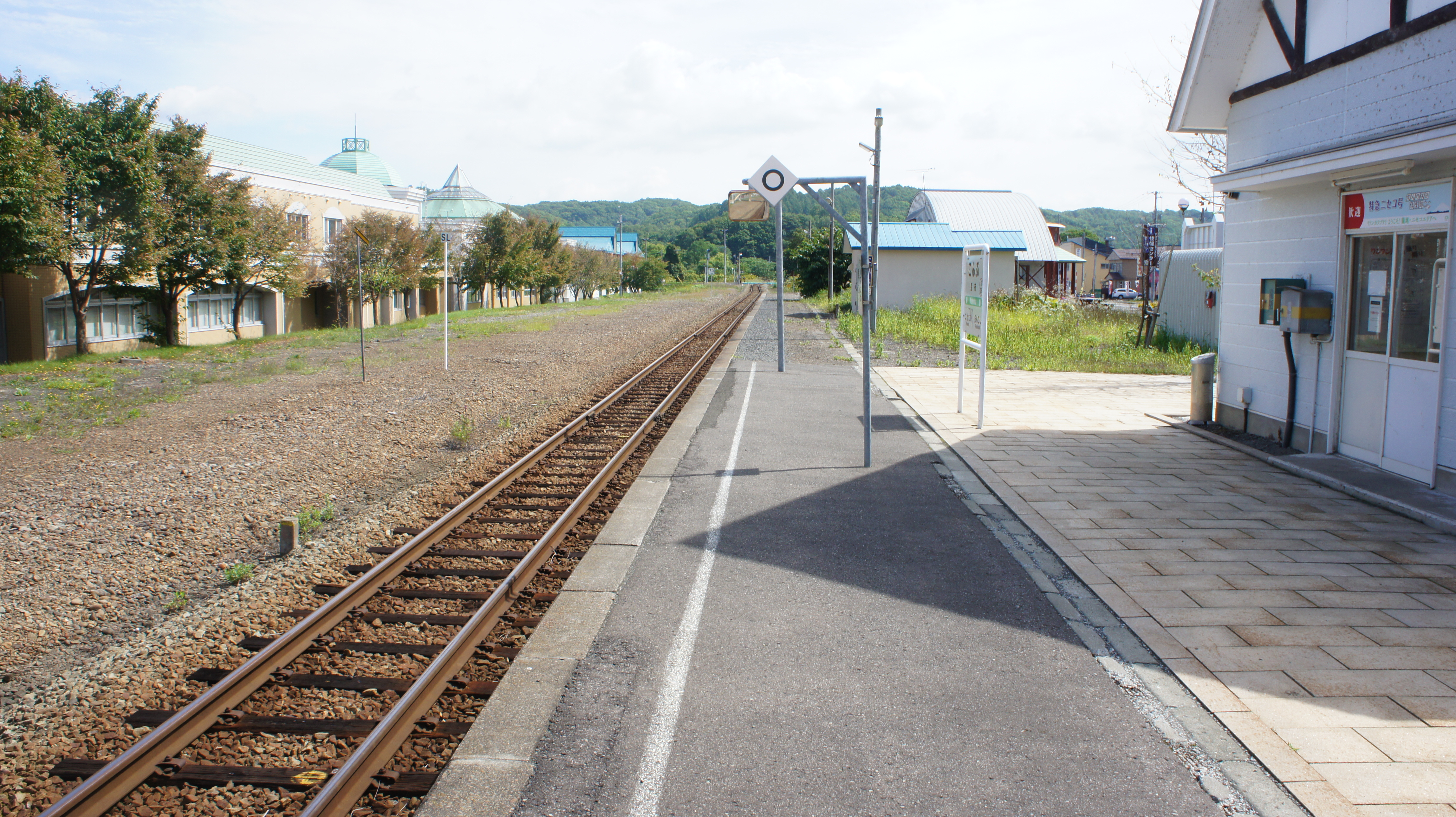
ホーム（2017年9月）

## 利用状況
乗車人員の推移は以下の通り。年間の値のみ判明している年度は日数割で算出した参考値を括弧書きで示す。出典が「乗降人員」となっているものについては1/2とした値を括弧書きで乗車人員の欄に示し、備考欄で元の値を示す。
また、「JR調査」については、当該の年度を最終年とする過去5年間の各調査日における平均である。
| 年度               | 乗車人員（人） | 乗車人員（人） | 乗車人員（人） | 出典   | 備考 |
| 年度               | 年間           | 1日平均        | JR調査         | 出典   | 備考 |
| ------------------ | -------------- | -------------- | -------------- | ------ | ---- |
| 1978年（昭和53年） |                | 253.0          |                | [ 11 ] |      |
| 2017年（平成29年） |                |                | 26.6           | [ 12 ] |      |
| 2018年（平成30年） |                |                | 23.8           | [ 13 ] |      |

## 駅周辺
山間にあり、近隣にある温泉へ向かう湯治客向けの待合所が駅前に設置されていた時代もあった。
- 国道5号
- 蘭越町役場昆布出張所
- 倶知安警察署昆布駐在所
- 昆布郵便局
- ニセコ温泉郷
  - 昆布川温泉
  - 幽泉閣（日帰り湯）
  - 湯の里温泉（車で5分）
  - 昆布温泉（車で10分）
- ニセコバス、蘭越町らんらん号「昆布駅前」停留所[14][15]

## 隣の駅
北海道旅客鉄道（JR北海道）
■函館本線

蘭越駅 (S27) - 昆布駅 (S26) - ニセコ駅 (S25)